# Kepler de Souza Oliveira
Kepler de Souza Oliveira Filho, né le 16 février 1956 à Salvador de Bahia, également connu sous le nom de S. O. Kepler, est un astronome brésilien.

## Biographie
S. O. Kepler est connu pour son travail sur les naines blanches, les étoiles variables et les magnétars. Il est un membre de l'Académie brésilienne des sciences et professeur à l'Université fédérale de Rio Grande do Sul.
Né à Salvador, Bahia, Kepler a obtenu son doctorat à l'Université du Texas à Austin aux États-Unis en 1984. En janvier 2006, avec son groupe de recherche de l'Université du Texas, il a caractérisé l'étoile G117-B15A comme l'horloge optique la plus stable connue en 2006, étant également plus précise qu'une horloge atomique. Les résultats de l'équipe ont été publiés dans The Astrophysical Journal.
Il était président de la Société astronomique brésilienne de 2002 à 2004 et en est actuellement vice-président (2014-2016).